# Coffea liberica
Coffea liberica is een boomsoort uit de sterbladigenfamilie. Het is een geteelde koffiesoort.
Coffea liberica is oorspronkelijk afkomstig uit Liberia en Congo-Kinshasa. De soort wordt vooral geteeld in Maleisië, West-Afrika en de Guyana's. Deze koffiesoort werd, door zijn resistentie tegen ziekten, aan het einde van de 19e eeuw in Indonesië aangeplant. De plant produceert bessen die twee keer zo groot zijn als die van de Coffea arabica.
De plant vertoont een sterke groei en heeft grote leerachtige bladeren. De bladeren van de plant bevatten meer cafeïne dan de bonen. De boom kan 18 meter hoog worden. De grote bloemen zijn zelfsteriel en openen zich op onregelmatige momenten in plaats van in vlagen, zoals bij de andere twee geteelde koffiesoorten, Coffea arabica en Coffea canephora.